# Apothekergewicht
Die europäischen Apothekergewichte oder Medizinalgewichte waren obrigkeitlich festgelegte Masseneinheiten. Seit dem 13. Jahrhundert fassbar, wurden sie 1872 im deutschen Geltungsgebiet durch das Grammgewicht ersetzt.

## Geschichte
Zwei verwandte Systeme dominierten in Europa:
- Kontinentaleuropa: das Nürnberger Apothekerpfund
- auf den Britischen Inseln: das britische Apothekerpfund

Beide stehen im Verhältnis 24 : 25.
Die Abschaffung der Apothekergewichte begann Ende des 18. Jahrhunderts. Frankreich führte das metrische System schon unter der Terrorherrschaft am 1. August 1793 ein. Deutschland folgte in Schritten, bis spätestens zur Einführung des metrischen Systems 1872. In Großbritannien hatten die Apothekergewichte bis 1971 legale Gültigkeit, in den Vereinigten Staaten gelten sie bis heute.
Die Maßkette des Medizinalgewicht war in vielen Regionen Europas:
- 1 Pfund (Apothekergewicht) = 12 Unzen = 96 Drachmen = 288 Skrupel = 5760 Gran
- 1 Pfund ≈ 3/4 Handelspfund

Vergleichswerte
- 1 Livre (Frankreich) = 10184,62 As (Holländ.)
- 1 Apothekergewicht (Hannover, Mecklenburg, Sachsen, Preußen) = 7298,3684 As (Holländ.)
- 1 Apothekergewicht (Niederlande) = 7802,22 As (Holländ.)
- 1 Apothekergewicht (Wiener) = 8739,17 As (Holländ.)
- 1 Apothekergewicht (Württemberg) = 7441,17 As (Holländ.)
- 1 Apothekergewicht (Bayern) = 7490,13 As (Holländ.)
- 1 Apothekergewicht/Troypfund (England) = 7765,6 As (Holländ.)

Setzt man 1 Apothekergewicht (deutsch) mit 500 Gramm an, dann entsprechen
- 1,388889 Apothekergewicht (bayerisch) = 1 Apothekergewicht (deutsch)
- 1,333333 Apothekergewicht (belgisch, holländisch) = 1 Apothekergewicht (deutsch)
- 1,425382 Apothekergewicht (preußisch) = 1 Apothekergewicht (deutsch)
- 1,190451 Apothekergewicht (wiener) = 1 Apothekergewicht (deutsch)

## Die Nürnberger Apothekergewichte
Das Nürnberger Medizinalgewicht entsprach in der Stadt Nürnberg vor 1811 357,8 Gramm und schwankte in anderen Ländern um diese Größenordnung herum.
Es war 1831 in folgenden Staaten gesetzlich in Gebrauch:
- deutsche Staaten: Anhalt-Bernburg, Braunschweig, Bremen, Frankfurt, Hamburg, Hannover, Hessen, Sachsen-Hildburghausen, Lippe-Detmold, Nassau, Oldenburg, Preußen (ab 1816 abweichend), Reuß ältere Linie, Reuß jüngere Linie, Sachsen, Sachsen-Gotha-Altenburg, Sachsen-Weimar-Eisenach, Schwarzburg-Rudolstadt, Waldeck und Württemberg
- andere Länder: große Teile der Schweiz, Dänemark, Norwegen, Polen und Russland

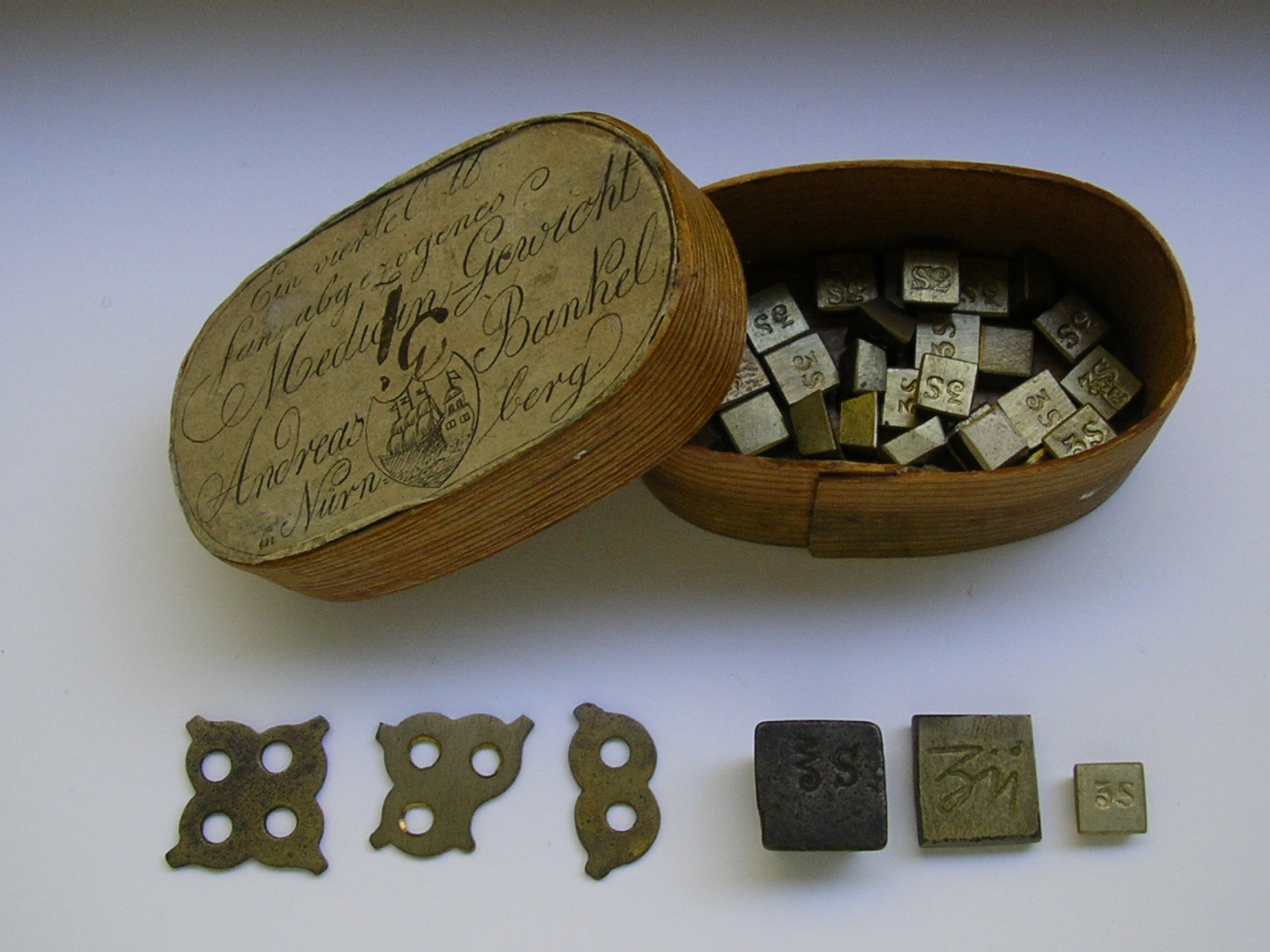
Apothekergewichte. Obere Reihe: Spanschachtel, Verkaufsverpackung des Nürnberger Gewichtemachers Andreas Bankel (nach 1825). Untere Reihe: Gewichte für 2 Skrupel, 1½ Skrupel, 1 Skrupel, 4 Drachmen, 2 Drachmen, ½ Drachme. Focke-Museum Bremen

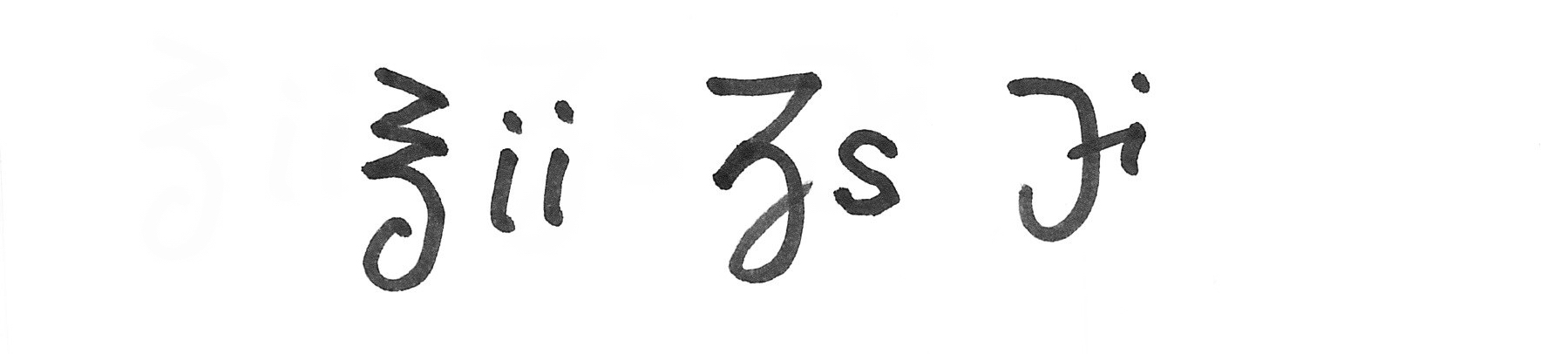
Beispiele für handschriftliche oder gravierte Angaben zu Apothekergewichten: ii=2 Unzen, s=semi=½ Drachme, i=1 Skrupel (Quelle: Nürnberger Apothekergewichte um 1830)

Das Nürnberger Apothekergran ist wie folgt definiert: 19600 Nürnberger Grän – gleich 980 Nürnberger Skrupel – wiegen genau drei Karlspfund.
Schon lange davor – als Handelsgewicht galt schon seit 1834 das Zollvereinspfund zu genau 500 Gramm – wurden die Maßeinheiten zuerst neu bestimmt, so dass sie auf der metrischen Skala „glatte“ Werte erhielten. Hierbei übernahm das Königreich Bayern unter der Federführung Montgelas eine Vorreiterrolle. Die Beschlüsse zur Vereinheitlichung von Maß und Gewicht in Bayern (1809–1811) sahen vor, dass das bayerische Handelspfund exakt 560 Gramm und das Nürnberger Apothekerpfund exakt 360 französische Dezimalgramm wiegen solle (die Stadt Nürnberg selbst war im September 1806 an Bayern gefallen). Der historische Wert ist damit 0,1334 % kleiner als der 7-glatte Wert. Der Reformwert von 1811 ist 0,4694 % größer als der 7-glatte Wert und 0,6036 % größer als der historische.
Im Verlauf des 19. Jahrhunderts übernahmen die übrigen deutschen Länder – einschließlich Österreichs – diesen Wert. Preußen dagegen definierte das Medizinalpfund in einer Verordnung vom 16. Mai 1816 mit 350 Gramm.
Mit der Norddeutschen Maß- und Gewichtsordnung von 1868, die 1872 in ganz Deutschland in Kraft trat, wurden separate Medizinalgewichte abgeschafft.
Materiell erhaltene Apothekergewichte des 19. Jahrhunderts haben meist die Form kleiner quadratischer Pyramidenstümpfe aus Gelbguss mit gepunzten Bezeichnungen, aus dickem Blech gestanzten, unbezeichneten Vierer-, Dreier- und Doppelösen (siehe Abbildungen), oder kleiner quadratischer Bleche aus dünnem Blech mit geprägten Bezeichnungen und einer Aufkantung als Handhabe (das Zahlzeichen steht oft hinter dem Symbol der Maßeinheit). Wichtiger Herstellungsort war Nürnberg.

## Die Wiener Apothekergewichte
In den österreichischen Kronländern galt das Wiener Medizinalpfund. Dieses stimmte nicht mit dem Nürnberger überein, sondern war schwerer, und zwar entsprach ein Pfund 420,0450 Gramm. Die Unterteilung war 1 lb = 12 Unzen = 24 Loth = 96 Quintlein oder Drachmen = 288 Skrupel = 5760 Gran (oder 1 : 12 : 2 : 4 : 3 : 20).
- 1 Pfund = 420 Gramm (Verordnung vom 11. April 1761)[3]

## Die britischen Apothekergewichte
England, einschließlich der Kolonien und Nordamerikas, kannte als Medizinalgewicht das englische Pfund Troygewicht, zuletzt festgelegt durch Verordnung vom 17. Juni 1824. Die Ratio des britischen Apothekerpfundes – also des Troypfunds – zum Karlspfund beträgt genau 45 : 49, diejenige zum Nürnberger Medizinalpfund 25 : 24. Die 7-glatten Werte entsprechen einem Grain von genau 64,8 mg. Die ab 1958 und bis zu deren Abschaffung 1971 offiziellen Gewichte waren 0,0017 % kleiner als die 7-glatten Werte.
- 1 Medizinalpfund (Troygewicht) = 373 Gramm
- 1 Handelspfund (Avoirdupois) = 453 Gramm

### Vergleich zwischen dem Nürnberger und dem britischen System
|                     | Umrechnung        | Umrechnung       | Umrechnung         | Umrechnung             | Umrechnung       | Nürnberger Apothekergewichte in Gramm | Nürnberger Apothekergewichte in Gramm | Nürnberger Apothekergewichte in Gramm | Britische Apothekergewichte in Gramm | Britische Apothekergewichte in Gramm |
| Einheit             | Pfund pound (lb.) | Unze ounze (oz.) | Drachme dram (dr.) | Skrupel scruple (scr.) | Gran grain (gr.) | 7-glatter Wert                        | historisch                            | Reformwert                            | 7-glatter Wert                       | offiziell (1958)                     |
| ------------------- | ----------------- | ---------------- | ------------------ | ---------------------- | ---------------- | ------------------------------------- | ------------------------------------- | ------------------------------------- | ------------------------------------ | ------------------------------------ |
| Pfund               | 0.001             | 0.012            | 0.096              | 0.288                  | 5.760            | 358,318 08                            | 357,84                                | 360                                   | 373,248                              | 373,241 721 6                        |
| Unze                | 0.001 / 12        | 0.001            | 0.008              | 0.024                  | 0.480            | 029,859 84                            | 029,82                                | 030                                   | 031,104                              | 031,103 476 8                        |
| Drachme (Quentchen) | 0.001 / 96        | 0.001 / 8        | 0.001              | 0.003                  | 0.060            | 003,732 48                            | 003,727 5                             | 003,75                                | 003,888                              | 003,887 934 6                        |
| Skrupel             | 0.001 / 288       | 0.001 / 24       | 0.001 / 3          | 0.001                  | 0.020            | 001,244 16                            | 001,242 5                             | 001,25                                | 001,296                              | 001,295 978 2                        |
| Gran                | 0.001 / 5760      | 0.001 / 480      | 0.001 / 60         | 0.001 / 20             | 0.001            | 000,062 208                           | 000,062 125                           | 000,062 5                             | 000,064 8                            | 000,064 798 91                       |

## Das französische Apothekergewicht
Das alte französische Apotheker- oder Medizinal-Gewicht war identisch mit dem Pariser Troy-Gewicht. Es war wie folgt eingeteilt: 1 Pfund (Libra medica) hatte 16 Unzen, 1 Unze hatte 8 Drachmen, 1 Drachme hatte 3 Skrupel zu je 24 Gran. Das Pariser Medizinal-Pfund hiernach 9216 Pariser Grän oder 10184,62 holländische As. Dieses entsprach nach der neuen französischen Maß- und Gewichtsordnung von 19. Dezember 1799 einem Gewicht von 489,50585 frz. Gramm.
In Anpassung der Gewichte auf das neue französische Gewichtssystem wurde das Gewicht des Medizinal-Pfundes mit 500 frz. Gramm festgelegt. Das Pfund wurde hier nach wie folgt eingeteilt: 1 Pfund hat 16 Unzen, 1 Unze hat 8 Drachmen, 1 Drachme hat 72 Grän. Folglich hatte das Pfund gleichfalls 9216 Grän. Nach Skrupel wurde nicht mehr gerechnet.
In Frankreich wurde die Rechnung nach Unzen und Gran 1840 gesetzlich abgeschafft und es wurde nur noch das normale Handels-Gewicht (Grammen-Gewicht) erlaubt.

## Italien
- Königreich beider Sizilien
  - 1 Unze = 10 Drachmen (früher 8 Drachmen)
  - 1 Pfund = 320 Gramm
- Königreich Neapel
  - 1 Aureo = 11,1386 Gramm
- Kirchenstaat, Großherzogtum Toskana
  - 1 Pfund Medizinalgewicht = 339 Gramm (schwerste Medizinalgewicht)
- Herzogtum Parma, Königreich Sardinien
  - 1 Pfund Medizinalgewicht – in den einzelnen Provinzen dieser Staaten verschieden
- Venedig
  - 1 Pfund Medizinalgewicht = 301 Gramm

Quelle

## Spanien
In Spanien wurde als Apothekergewicht die castilianische Mark benutzt.
- 1 castilianische Mark = 8 Ongas = 64 Drachmen = 192 Escrupulos = 384 Obolos = 1152 Caracteres = 4608 Gran
  - 1 Scrupel = 2 Obolos = 24 Gran anstatt in 26 Gran
  - 1 Obolo = 3 Caracteres/Siliquas
  - 1 Siliquas = 4 Gran
  - 1 Pfund (1½ castilianische Mark) = 345 Gramm
  - 1 Drachme = 72 Gran

## Sonstige Länder
- Königreich Niederlande
  - 1 Pfund Medizinalgewicht = 375 Gramm (eingeführt 1. Januar 1820)
- Portugal
  - 1 Medizinalpfund = 344 Gramm
- Schweden
  - 1 Medizinalpfund = 356 Gramm
- Königreich Polen
  - 1 Pfund = 358 Gramm dem Nürnberger (genau 357853 Milligramm)

Quelle